# Södermanlands runinskrifter 308
Runinskrift Sö 308 är en runsten som nu står i järnvägsparken vid Södertälje station i Södertälje centrum, Södertälje kommun i Södermanland.

## Stenen
Stenens material är granit och den är skadad i norra kanten. Höjden är 205 cm hög, bredden 170 cm och tjockleken 125 cm. Ristningen som är på dess nordvästra sida upptar en yta om 150 cm × 70 cm. Runhöjden är sex centimeter. Ornamentiken går i Urnesstil: Pr 4, vilket daterar den till tusentalets andra hälft och den är ristad av den produktive runmästaren Öpir som annars var mest verksam i Uppland.
Runstenen har tidigare legat cirka femtio meter längre söderut utmed järnvägen i Södertälje. Den flyttades 1888 till parken bakom stadshotellet och 1933 till sin nuvarande plats vid stationen.

## Inskriften
Translitterering av runraden:
hulmfastr ' roþelfr ' ---u ' [ri]sta ' run[a] ' a- ... ... (i)kifast ' suni : sina ['] -iʀ ua(ʀ)u · hua͡str · i(n) · ybir risti
Normalisering till runsvenska:
Holmfastr, ʀoðælfʀ, [let]u rista runaʀ a[t] ... ... Ingifast, syni sina, [þ]æiʀ vaʀu austr(?)/vestr. En Øpiʀ risti.
Översättning till nusvenska:
Holmfast och Rodälv de ristade runorna efter ... Ingefast sina söner, som hade varit (på vikingafärd) västerut. Men Öpir ristade.
Wessén läser hua͡str som felaktigt skriven österut, men Salberger påpekar att det gäller snarare om <<h>>uastr – västerut.